# زينوقراط
زينوقراط أو زينوقراطيس (396 - 314 ق.م.) هو فيلسوف يوناني. درس الفلسفة على أفلاطون ومن ثم رئسَ أكاديمية أفلاطون.

## روابط خارجية
- زينوقراط على موقع الموسوعة البريطانية (الإنجليزية)
- زينوقراط على موقع إن إن دي بي (الإنجليزية)